# Latarnia morska Needles
Latarnia morska Needles – latarnia morska położona na skale będącej przedłużeniem najbardziej na zachód wysuniętego przylądka The Needles wyspy Wight. Rozdzielającego zatoki Alum Bay oraz Scratchell's Bay. Latarnia położona jest około 5 km na zachód od miasta Freshwater. W 1994 roku latarnia została wpisana na listę zabytków English Heritage pod numerem 1291000. Latarnia sąsiaduje z latarnią morską Hurst Point oraz latarnią morską St Catherine.
Pierwsze żądania zbudowania latarni na bardzo niebezpiecznym przylądku wyspy Wight zostały skierowane do korporacji Trinity House w 1781 roku, która otrzymała od Korony patent na jej budowę w styczniu 1782 roku. Latarnię rozpoczęto budować według projektu R. Juppa w 1785 roku, jej uruchomienie nastąpiło 29 września 1786 roku. Pierwsza latarnia została zbudowana na klifowym wybrzeżu The Needles ponad 140 metrów ponad poziom morza. Z powodu częstych mgieł często stawała się bezużyteczne ze względu na swoje położenie. 
W 1859 roku Trinity House zdecydowało o budowie nowej latarni na kredowych skałach kończących The Needles na poziomie morza. Zaprojektowana przez Jamesa Walkera granitowa wieża latarni o wysokości ponad 33 metrów i grubości ścian do około 106 cm u podstawy oraz 61 centymetrów w górnej części.
W 1987 na jej szczycie zbudowano lądowisko dla helikopterów.
W 1994 roku latarnia została zautomatyzowana i jest sterowana z Trinity House Operations Control Centre w Harwich. Była jedną z ostatnich trzech nadzorowanych przez latarników w Wielkiej Brytanii.
W 2010 roku rozpoczęto projekt wartości pół miliona funtów w celu zabezpieczenia i renowacji latarni.